# Cordes-sur-Ciel
Cordes-sur-Ciel – miejscowość i gmina we Francji, w regionie Oksytania, w departamencie Tarn.
Według danych na rok 1990 gminę zamieszkiwały 932 osoby, a gęstość zaludnienia wynosiła 113 osób/km² (wśród 3020 gmin regionu Midi-Pireneje Cordes-sur-Ciel plasuje się na 356. miejscu pod względem liczby ludności, natomiast pod względem powierzchni na miejscu 1225.).